# Acadiens au Nouveau-Brunswick

Les communautés acadiennes du Nouveau-Brunswick.

Les Acadiens du Nouveau-Brunswick sont une minorité ethnique importante de cette province canadienne. Les Acadiens sont présents sur le territoire du Nouveau-Brunswick depuis le XVIIe siècle. L'Acadie a en fait été fondée en 1604 sur l'île Sainte-Croix, face au Nouveau-Brunswick et appartenant aujourd'hui au Maine. Plusieurs des institutions acadiennes sont basées au Nouveau-Brunswick, telles que le quotidien L'Acadie nouvelle, la Société nationale de l'Acadie, UNI Coopération financière, la Société des Jeux de l'Acadie et l'Université de Moncton.

## Déclin démographique
Le poids des francophones baisse de manière constante au niveau provincial. En se basant sur le critère de la langue maternelle, leur poids est ainsi passé de 35,9 % de la population du Nouveau-Brunswick en 1951, à 32,4 % à 2016 (et même à 31,8 % selon le critère de la première langue officielle parlée, qui inclut également les allophones utilisant le français en premier). Selon l'expert Ilyes Zouari, spécialiste du monde francophone, les Acadiens du Nouveau-Brunswick devraient avoir un indice synthétique de fécondité (ISF) de 2,7 enfants par femme, soit environ le double du niveau actuel (un des plus faibles au monde), afin de pouvoir maintenir leur poids au niveau provincial à long terme. Et ce, puisqu'il convient de tenir compte d'une immigration désormais importante et très majoritairement anglophone (à plus de 80 %, l'immigration étant gérée par un gouvernement principalement anglophone), du taux d'assimilation des francophones à chaque génération (environ 20 %, et particulièrement dans le sud-est) et du taux d'assimilation des immigrés francophones (censés pourtant renforcer la population de langue française de la province). À défaut d'atteindre ce niveau de fécondité, la création d'une province acadienne, regroupant les territoires acadiens du Nouveau-Brunswick, serait alors inévitable selon ce même expert ,.